# Höhberghorn
Höhberghorn är en bergstopp i Schweiz.   Den ligger i regionen Surselva och kantonen Graubünden, i den sydöstra delen av landet, 140 km öster om huvudstaden Bern. Toppen på Höhberghorn är 3 005 meter över havet, eller 177 meter över den omgivande terrängen. Bredden vid basen är 1,5 km.
Terrängen runt Höhberghorn är huvudsakligen bergig. Närmaste större samhälle är Biasca, 19,5 km sydväst om Höhberghorn. 
Trakten runt Höhberghorn består i huvudsak av gräsmarker. Runt Höhberghorn är det mycket glesbefolkat, med 5 invånare per kvadratkilometer.